# USS LST-1072
O USS LST-1072 foi um navio de guerra norte-americano da classe LST que operou durante a Segunda Guerra Mundial.